# Gino di Neri Capponi

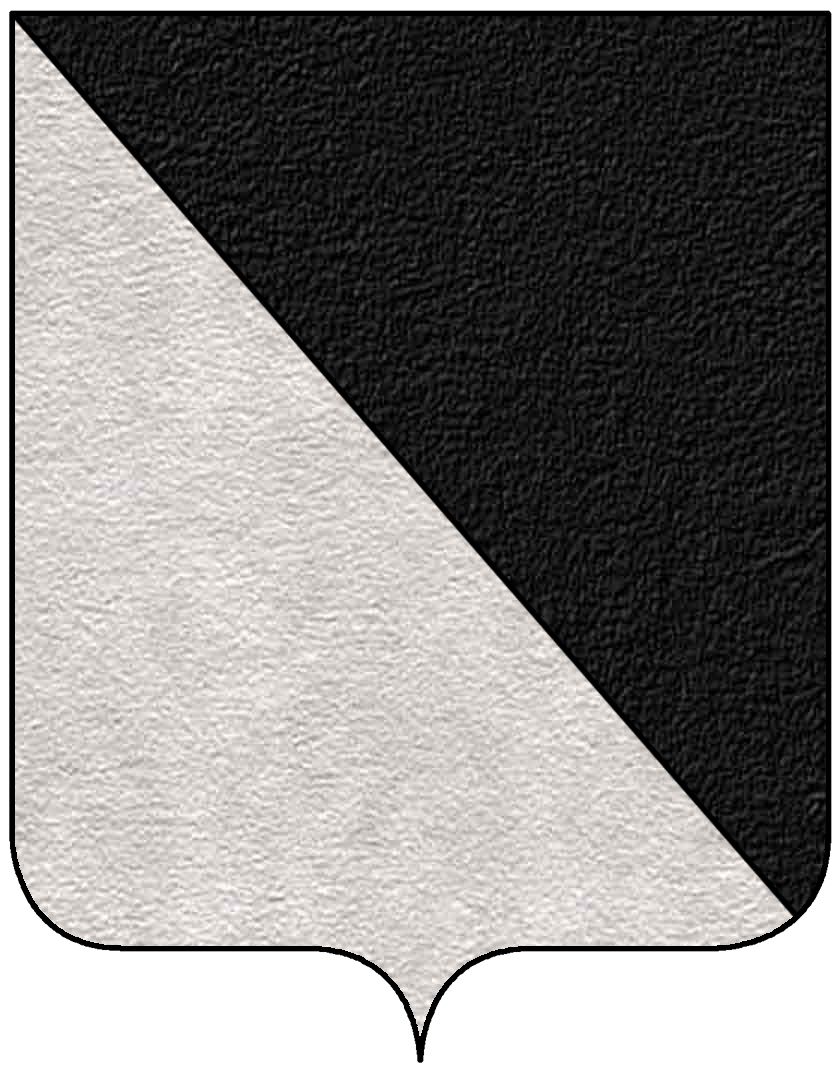
Stemma dei Capponi

Gino di Neri Capponi (Firenze, 1350 – Firenze, 1421) è stato un politico italiano.

## Biografia
Nel 1378 fu gettato in rovina dal tumulto dei Ciompi, ma pochi anni dopo (1393) divenne un importante intendente degli Albizzi e nel 1406 fu nominato governatore di Pisa.
Suo figlio fu il politico Neri di Gino Capponi.